# Jeremiah Chaplin
Pour les articles homonymes, voir Chaplin.
Jérémie Chaplin, né le 2 janvier 1776 et mort le 7 mai 1841, est un théologien chrétien baptiste réformé qui est le premier président du Colby College (appelé alors Waterville College), dans le Maine.

## Biographie
Jeremiah Chaplin naît le 2 janvier 1776 à Rowley (maintenant Georgetown) dans le Massachusetts. Il travaille sur la ferme familiale et, en 1799, obtient son diplôme de l'université Brown, une école d'affiliation historique baptiste. 

### Ministère
Chaplin passe un an à Brown comme tuteur, puis étudie la théologie pour finalement devenir pasteur d'une église baptiste à Danvers, Massachusetts. Il quitte ce pastorat en 1817 pour devenir président du nouveau Waterville College (plus tard, Colby College) où il sert jusqu'en 1833. Chaplin rencontre Gardner Colby pour la première fois pendant cette période, alors que Colby était encore un enfant, et Chaplin aide la famille de Colby après la mort du père de Colby.
Pendant le reste de sa vie, Chaplin prêche à Rowley et Willington, puis déménage à Hamilton où il meurt en 1841. Chaplin se tient à une théologie calviniste baptiste tout au long de sa vie.
Un Liberty ship construit en 1943, le SS Jeremiah L. Chaplin est nommé en son honneur,.

## Œuvres publiées
- Jeremiah Chaplin, Life of Henry Dunster, first president of Harvard College, J.R. Osgood and Co, 1872 (OCLC 11250203)
- Jeremiah Chaplin, The life of Charles Sumner, Sheldon and Co, 1865 (OCLC 2034090)
- Jeremiah Chaplin, Duncan Dunbar : the record of an earnest ministry : a sketch of the life of the late pastor of the McDougal St. Baptist Church, New York, D. Lothrop, 1874 (OCLC 317694352)
- Jeremiah Chaplin, The life of Benjamin Franklin, D. Lothrop and Co, 1876 (OCLC 2741719)
- Jeremiah Chaplin, Chips from the White House; or, Selections from the speeches, conversations, diaries, letters, and other writings, of all the presidents of the United States., D. Lothrop and Co, 1881 (OCLC 2949595)
- Jeremiah Chaplin, Words of our hero, Ulysses S. Grant, D. Lothrop and Co, 1886 (OCLC 52292874)
- Jeremiah Chaplin, The evening of life, or, Light and comfort amid the shadows of declining years, Gould and Lincoln, 1859 (OCLC 9494622)